# Korona krzyżowców
Korona krzyżowców (ang. The Crown Of The Crusader Kings) – komiks Dona Rosy.
Historia po raz pierwszy była wydana w październiku 2001 r. na łamach duńskiego czasopisma Anders And & Co. Pierwsze polskie wydanie pochodzi z lipca 2005 r.

## Fabuła
Sknerus w towarzystwie Donalda i jego siostrzeńców wyrusza na poszukiwania korony krzyżowców, która miała trafić do Kataju w trakcie pierwszej wyprawy Krzysztofa Kolumba.
Kaczory udają się do chaty Adolfa Erika Nordenskiölda, w której znajduje się dziennik Kolumba. Dowiadują się z niego, że korona została ukryta przez templariusza. Idąc tym tropem, trafiają do Paryża, siedziby Międzynarodowej Rady Pieniężnej. Jej dyrektor, monsieur Molay, informuje McKwacza o zaangażowaniu templariuszy w wyprawę Kolumba. Zakon przekazał koronę władcom Hiszpanii i Portugalii w zamian za udział w handlu ze Wschodem. Rycerze zastrzegli jednak, że gdyby wyprawa Kolumba nie dotarła do swego celu, umowa miała wygasnąć 13 października 1582 r., a korona miała z powrotem trafić w ręce templariuszy. Sknerus dowiaduje się także, że po kasacie zakonu jego bogactwa były ukryte na terenie Europy - między innymi w Szkocji.
Molay towarzyszy kaczorom w podróży na Haiti, gdzie mają nadzieję odnaleźć koronę. Gdy udaje im się ją znaleźć, Molay żąda jej zwrotu, wskazując, że Międzynarodowa Rada Pieniężna jest następcą prawnym templariuszy. Siostrzeńcy Donalda zwracają jednak uwagę, że w związku z wprowadzaniem kalendarza gregoriańskiego 13 października 1582 r. nie miał miejsca, korona powinna więc zostać przy znalazcy. Znalezisko ostatecznie przypada władzom Haiti.
Choć korona krzyżowców nie wzbogaciła kolekcji McKwacza, nie był on jednak rozczarowany. Skarb był bowiem zawinięty w tkaninę, w której Sknerus rozpoznał tartan McKwaczów, co mogło świadczyć o tym, że jego ród mógł wejść w posiadanie części skarbu templariuszy.